# Martin nad Žitavou
Martin nad Žitavou (bis 1964 slowakisch „Svätý Martin“; deutsch Sankt Martin, ungarisch Zsitvaszentmárton – bis 1907 Szentmárton) ist eine Gemeinde im Westen der Slowakei mit 583 Einwohnern (Stand 31. Dezember 2024), die zum Kreis Okres Zlaté Moravce, einem Teil des Nitriansky kraj, gehört.

## Geographie
Die Gemeinde befindet sich im nordöstlichen Teil des slowakischen Donautieflands, am nordöstlichen Rand von dessen Untereinheit Žitavská pahorkatina. Durch den Ort fließt der Bach Pelúsok im Einzugsgebiet der Žitava. Das Ortszentrum liegt auf einer Höhe von 200 m n.m. und ist dreieinhalb Kilometer von Zlaté Moravce entfernt.
Nachbargemeinden sind Hosťovce im Norden, Zlaté Moravce im Osten und Süden und Sľažany (Ortsteile Dolné Sľažany und Horné Sľažany) im Westen.

## Geschichte
Martin nad Žitavou wurde zum ersten Mal 1272 als Zenthmarthon schriftlich erwähnt, eine Pfarrei taucht erstmals im Jahr 1332 als Sanctus Martinus auf. Der Ort war ab 1386 Bestandteil der Herrschaft der Burg Gýmeš und wechselte im Jahr 1718 zur Herrschaft Goldmorawitz, nachdem das Ärar die Burgherrschaft wegen Untreue des Geschlechts Forgách beschlagnahmt hatte. In den Jahren 1564, 1663 und 1668 plünderten türkische Truppen das Dorf. 1536 gab es sechs Porta, 1601 standen 18 Häuser im Ort, 1720 gab es sieben Steuerzahler, 1828 zählte man 30 Häuser und 182 Einwohner.
Bis 1918 gehörte der im Komitat Bars liegende Ort zum Königreich Ungarn und kam danach zur Tschechoslowakei beziehungsweise heute Slowakei.

## Bevölkerung
| Jahr                | 1994 | 2004    | 2014    | 2024     |
| ------------------- | ---- | ------- | ------- | -------- |
| Anzahl der Personen | 503  | 532     | 527     | 583      |
| Unterschied         |      | +5,76 % | −0,93 % | +10,62 % |

| Jahr                | 2023 | 2024    |
| ------------------- | ---- | ------- |
| Anzahl der Personen | 568  | 583     |
| Unterschied         |      | +2,64 % |

Gemäß der Volkszählung 2011 wohnten in Martin nad Žitavou 519 Einwohner, davon 495 Slowaken. 24 Einwohner machten keine Angabe zur Ethnie.
440 Einwohner bekannten sich zur römisch-katholischen Kirche, zwei Einwohner zur reformierten Kirche, ein Einwohner zur Evangelischen Kirche A. B. und zwei Einwohner zu einer anderen Konfession. 24 Einwohner waren konfessionslos und bei 50 Einwohnern wurde die Konfession nicht ermittelt.

## Bauwerke und Denkmäler
- römisch-katholische Martinskirche im Spätbarockstil aus dem Jahr 1792